# Ports púnics de Cartago

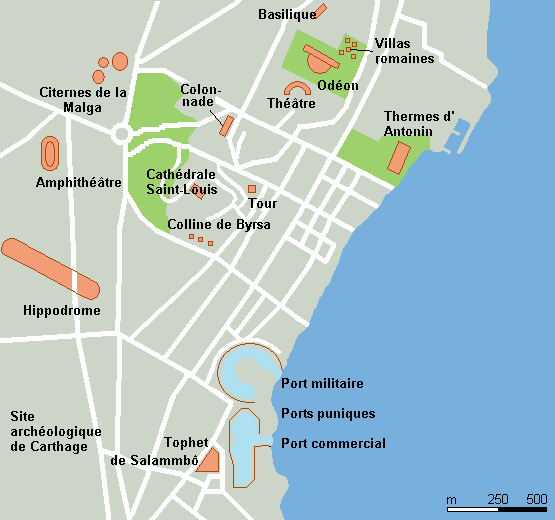
Localització dels ports púnics.

Els ports púnics de Cartago, a la moderna Cartago, són avui dia dues llacunes de contorns imprecisos; la més petita era el port comercial rectangular i la més gran, circular, quasi tancada a la part de la costa, era el port de la marina cartaginesa, i al mig de la llacuna hi havia el palau de l'almirall. El terme de ports púnics de Cartago designa els antics ports de la ciutat de Cartago que van funcionar durant l'antiguitat. Cartago era abans de res una potència i un Imperi dels mars, és a dir, una talassocràcia., El seu poder es basava principalment en la magnitud del comerç. El poble cartaginès no era l'únic que seguia aquesta política de domini dels mars, ja que diversos dels pobles de l'antiguitat «van viure per i per al mar».
Producte d'una colonització oriental, Cartago o Qart Hadasht (Ciutat Nova) té el seu origen en la filla del rei de la ciutat de Tir, Dido. Aquesta princesa tíria va ser la fundadora i la primera reina de la ciutat el 814 aC (data convencionalment més admesa) tal com relata la seva llegenda recollida a l’Eneida.
Cartago no va ser la primera colònia fenícia a la costa nord-africana, ja que Útica havia estat fundada aproximadament el 1100 aC. Més enllà del seu origen, la ciutat va dominar àmpliament tota la conca occidental del Mediterrani, va desenvolupar el seu rerepaís africà, que va arribar a la seva fi quan va haver d'enfrontar-se a un poder llavors emergent, la República Romana, potència que va provocar la seva caiguda definitiva. A causa de la seva identitat, Cartago va ser punt d'ancoratge entre les dues conques del Mediterrani, la part oriental, el bressol de Fenícia, i la part occidental, espai de la seva expansió i caiguda.
Els ports d'una ciutat de tals característiques, que suposaven el punt de comunicació més important amb l'exterior, revesteixen en conseqüència i en aquest context una importància fonamental en la història de Cartago. La seva història està documentada en una font essencial, Apià, un historiador de l'antiga Grècia, que va viure en el segle ii aC. Malgrat la seva descripció, la localització dels ports va ser obra de les excavacions arqueològiques iniciades en els anys setanta.

## Fonts i problemes de localització

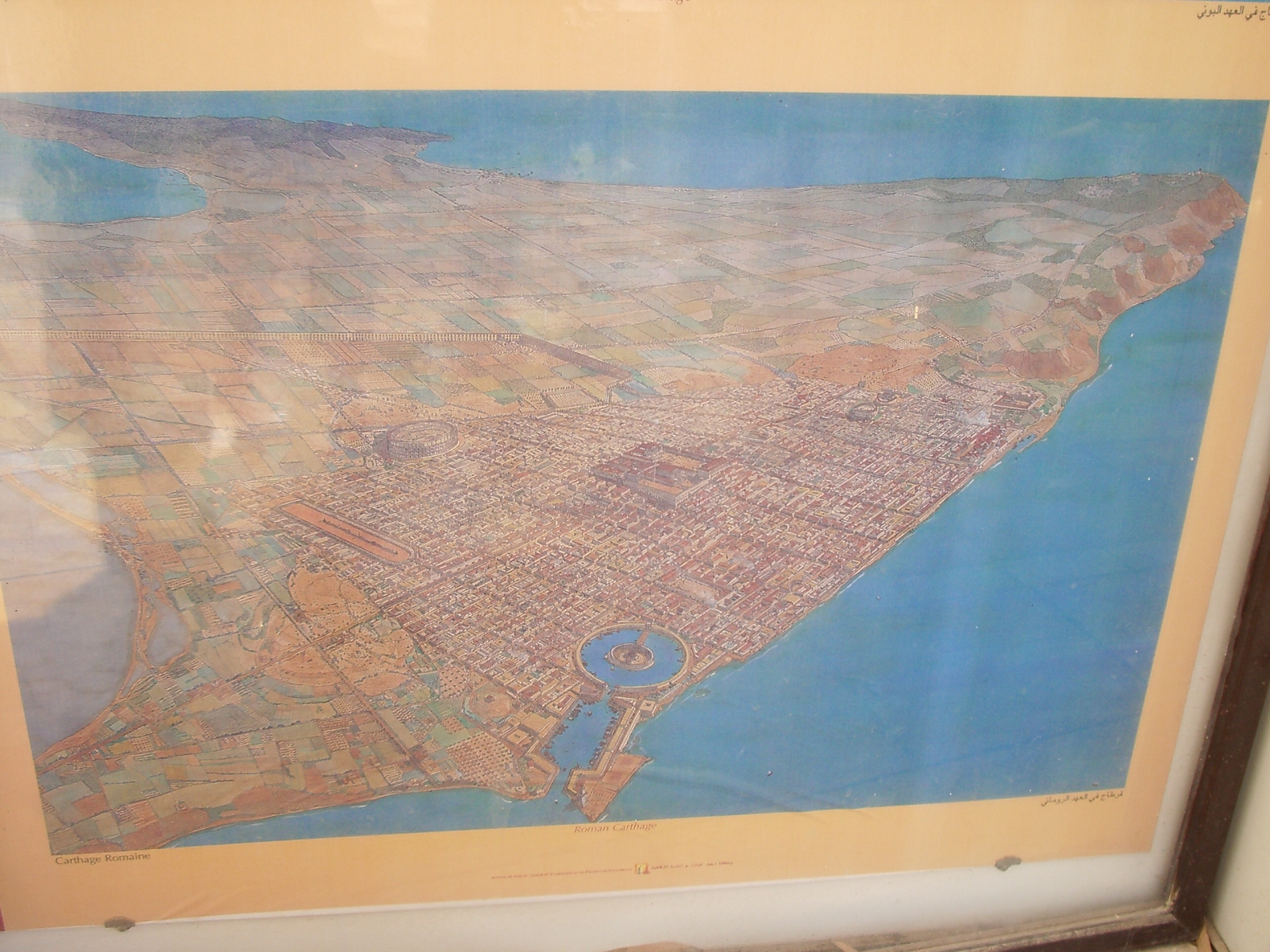
Recreació del port púnic

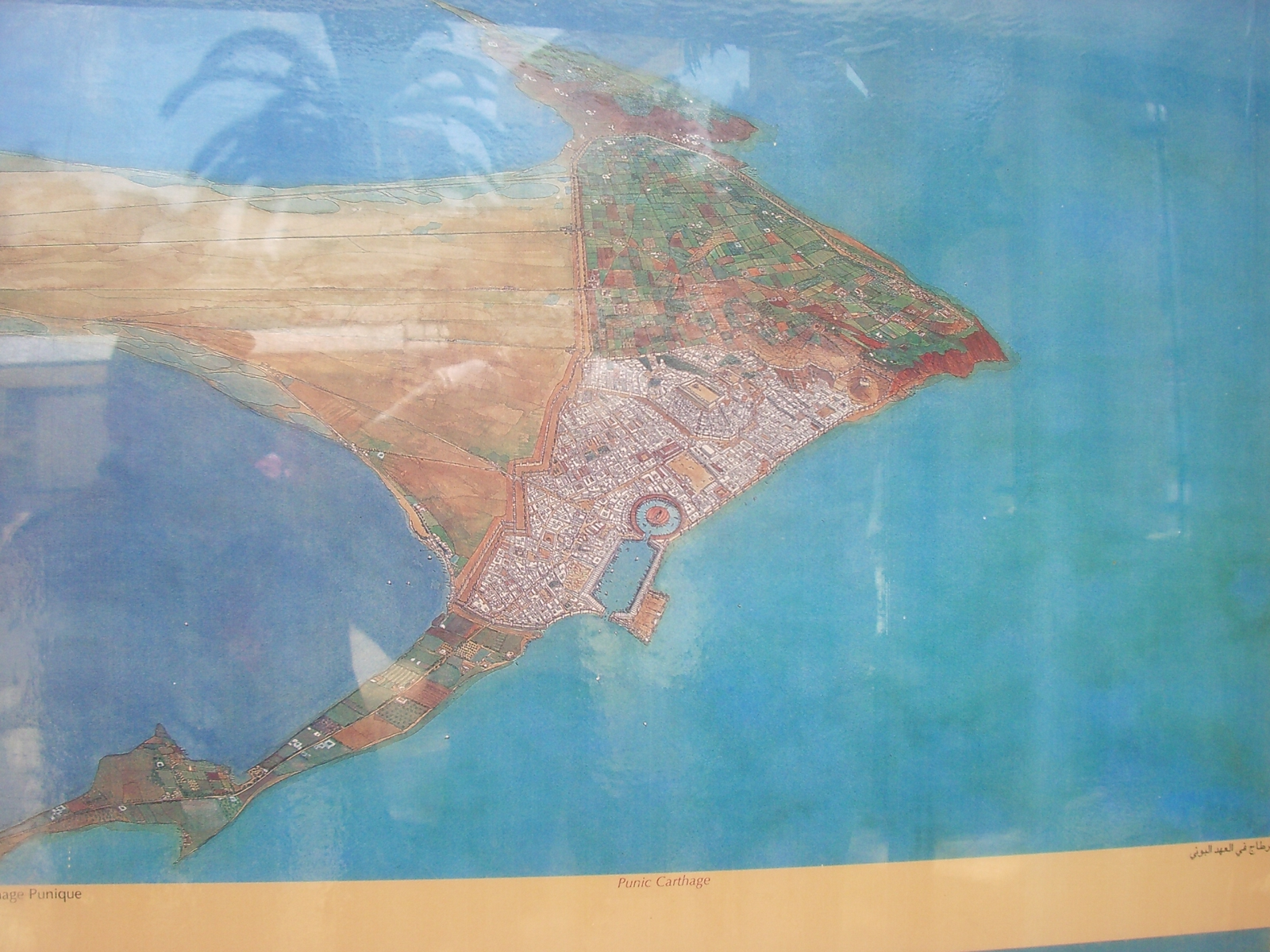
Recreació del port púnic

### Localització dels ports de les ciutats fenícies

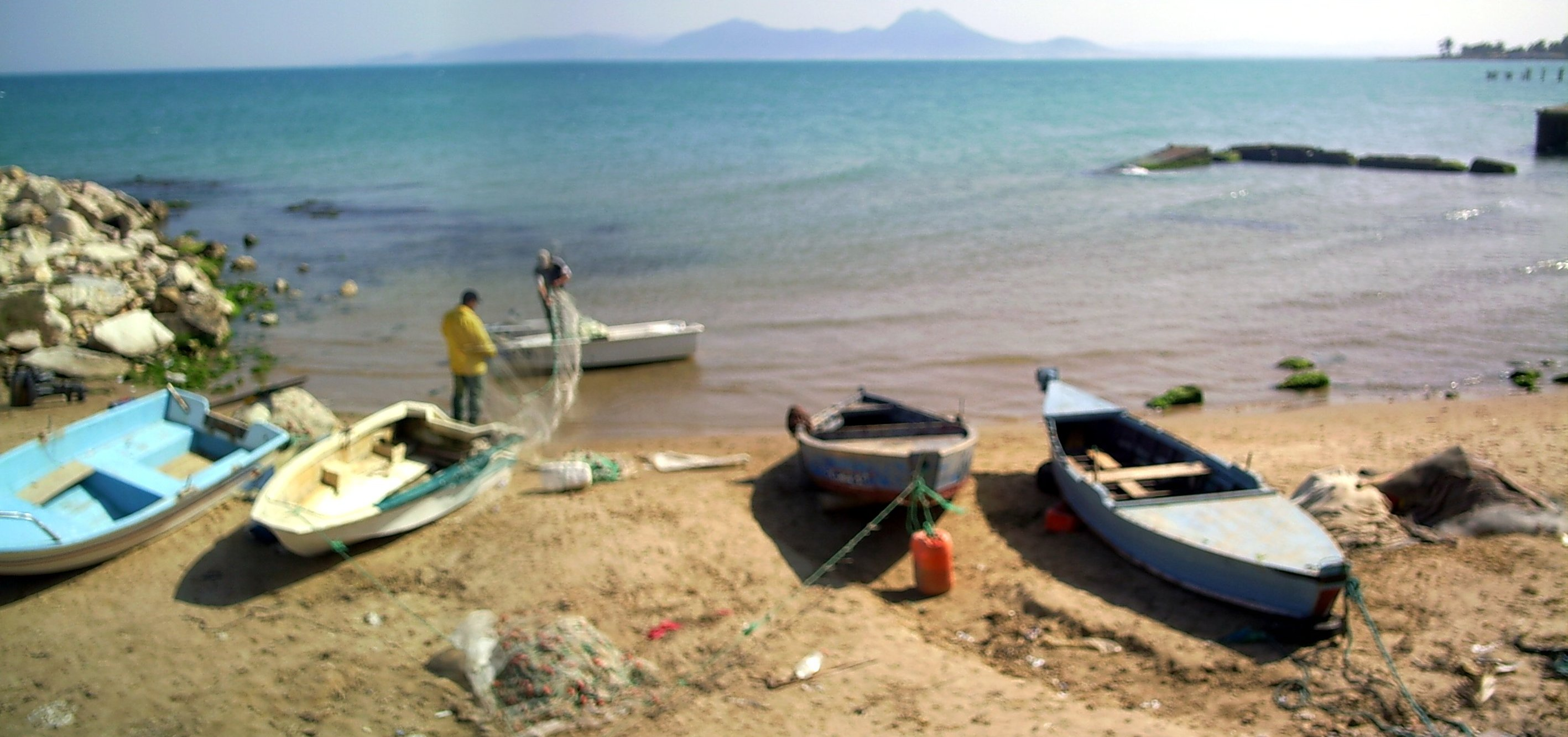
Actual riba de Cartago.

### Descripció d'Apià

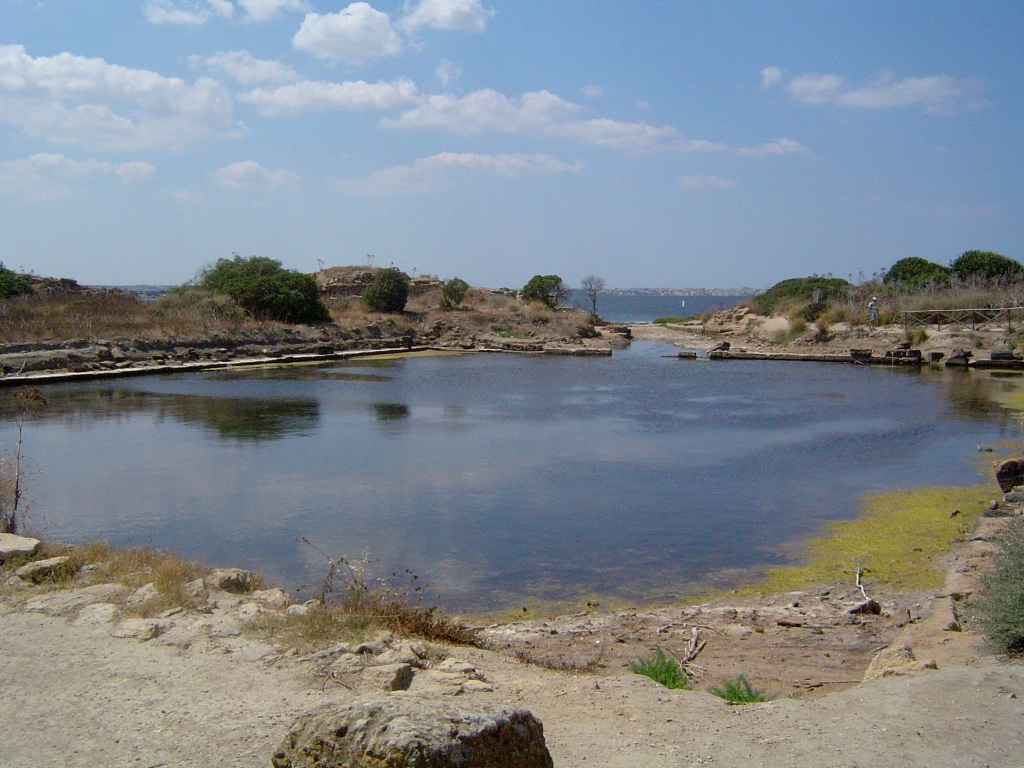
Vista del «cothon» de Mòtia, a Sicília.
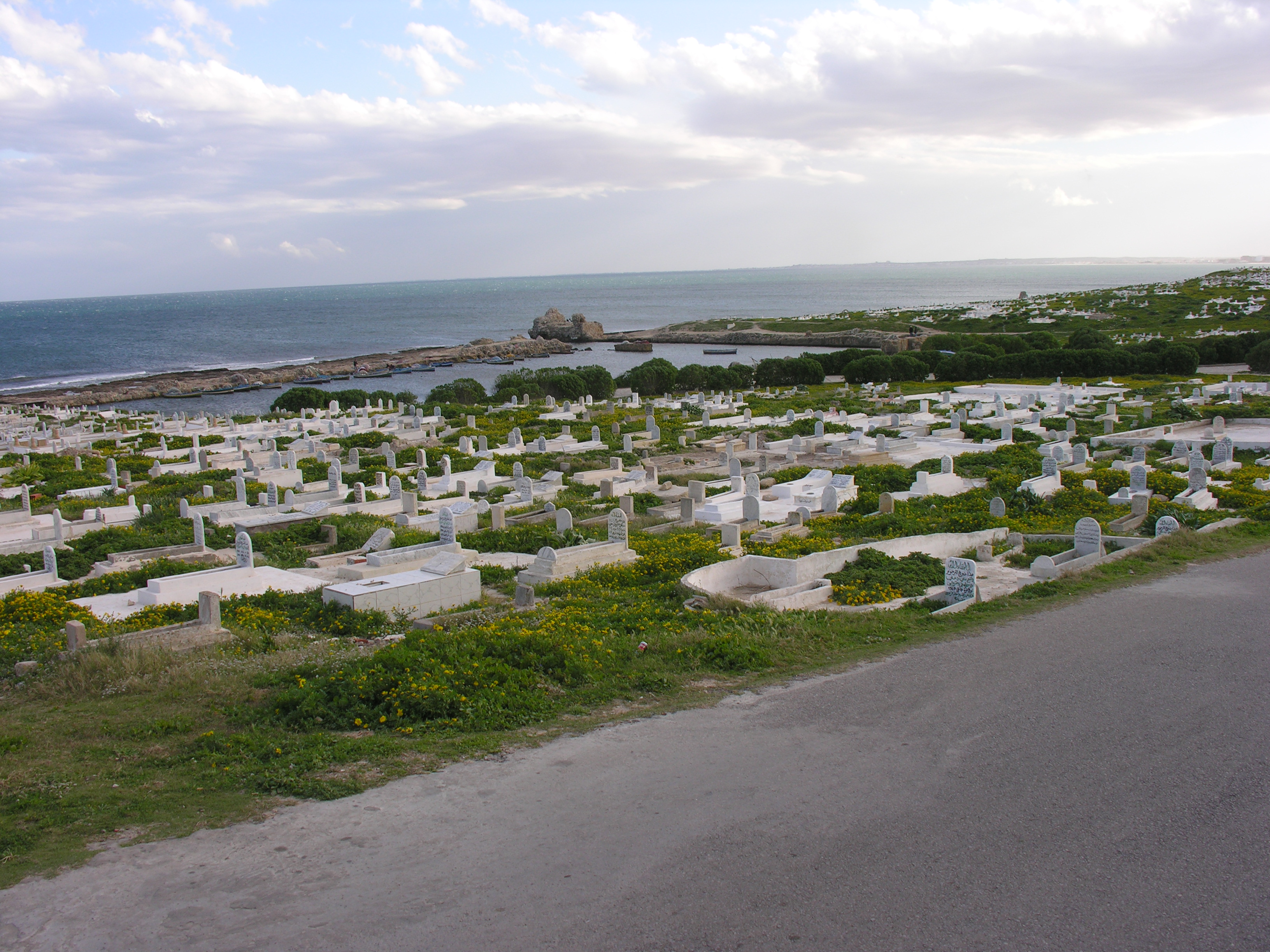
Vista del cementiri marí davant del «cothon» de Madhia.
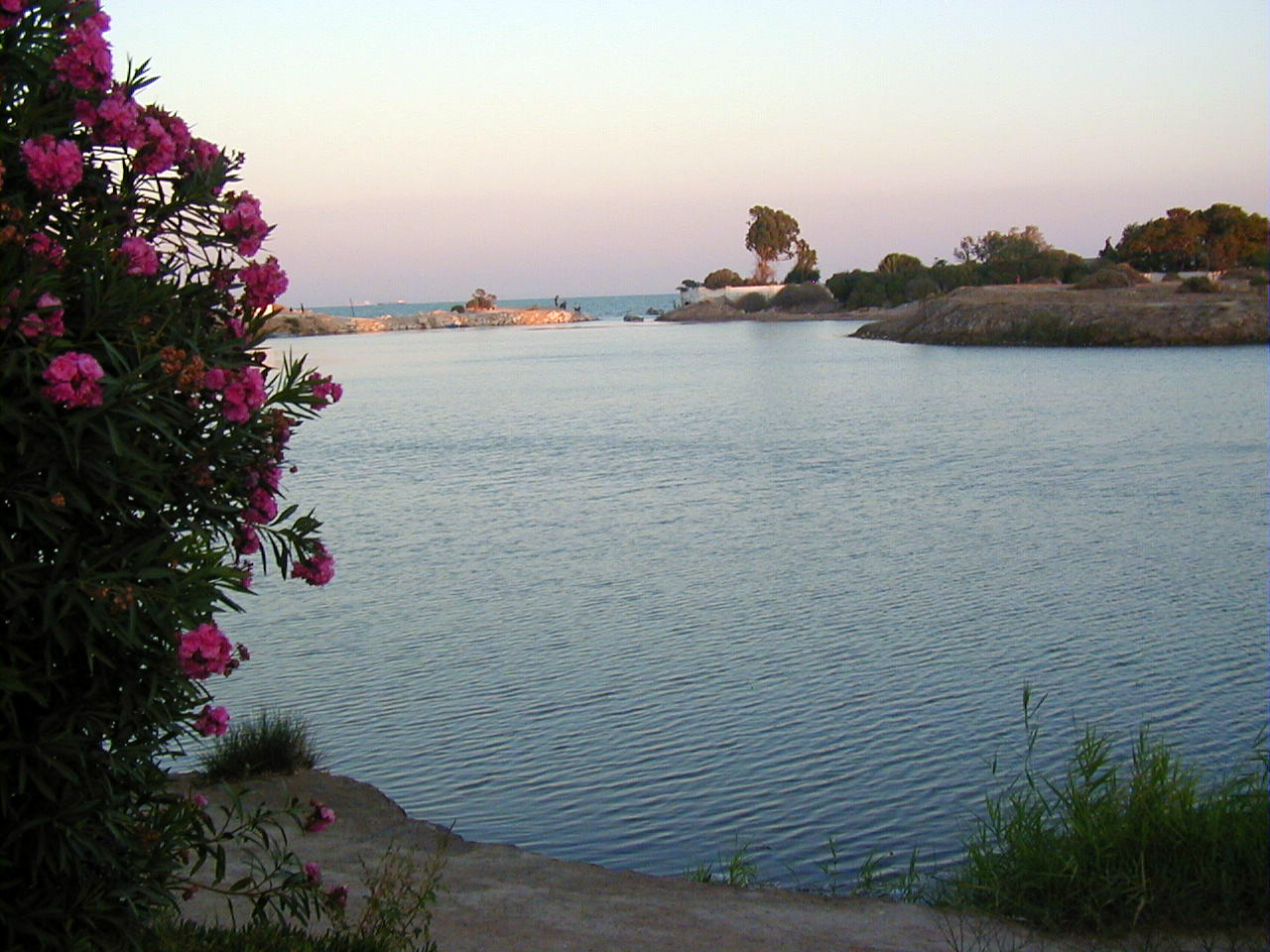
Vista de l'illot de l'almirallat des del port circular de Cartago.

### Illot de l'almirallat

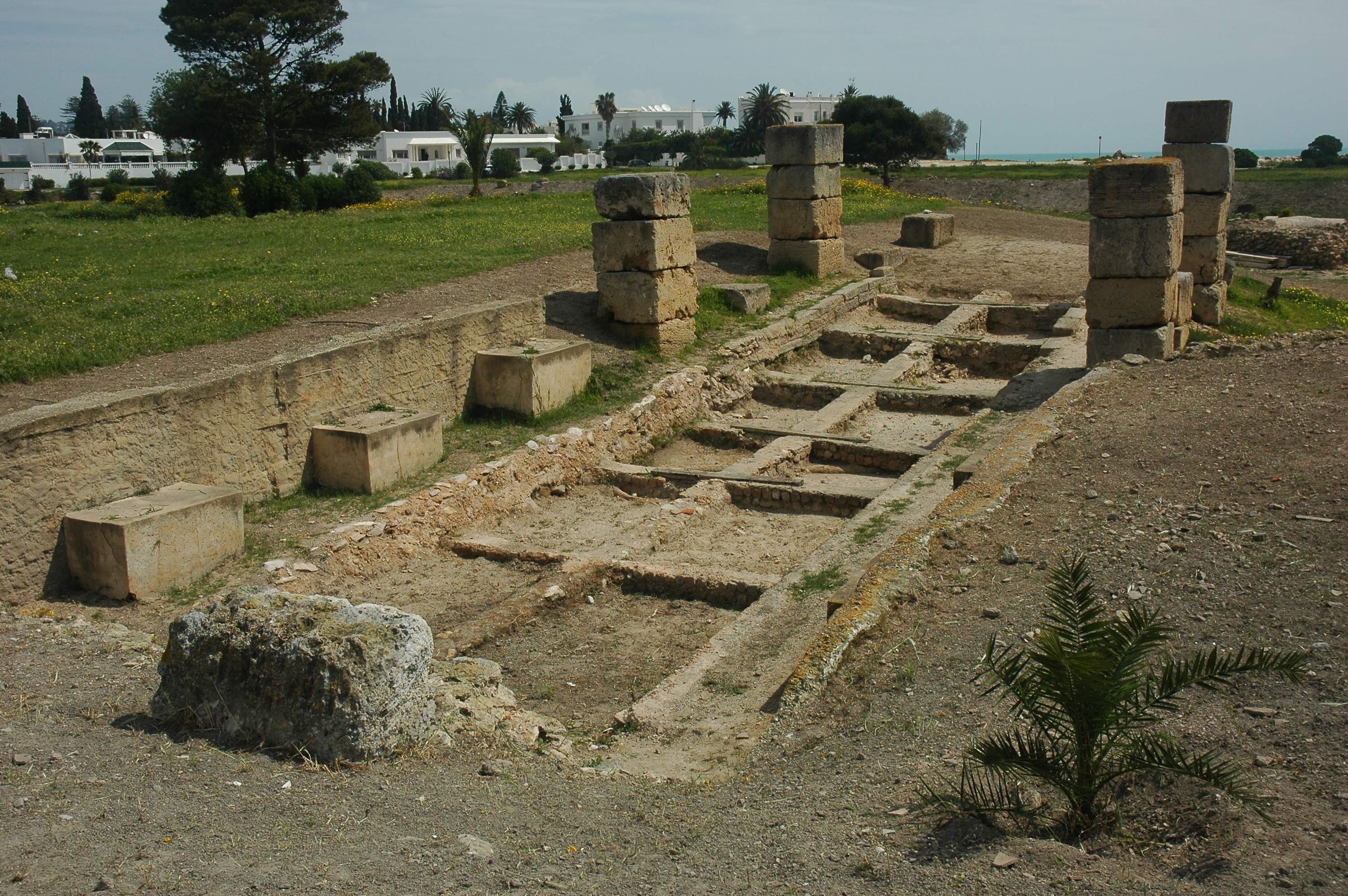
Dic de la dàrsena.

### Ubicació dels ports a l'època romana

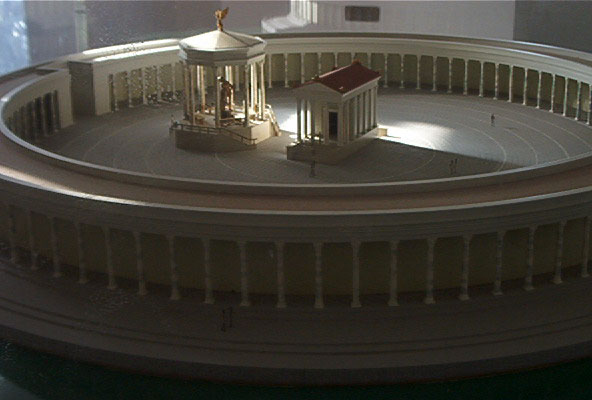
Illot de l'almirallat a l'època romana.